# Praefectus vigilum
Der praefectus vigilum war seit der Zeit des Kaisers Augustus der Kommandant der Stadtwachen in Rom (vigiles), die nachts für die Aufrechterhaltung von Ruhe und Ordnung zuständig waren, einer Art von Feuer- und Sicherheitspolizei.

## Status und Aufgaben
Die praefecti vigilum waren keine Magistrate, sondern kaiserliche Beauftragte (Präfekten). Die ersten praefecti vigilum waren Ritter, später wurde diese Stelle auch durch Senatoren besetzt. Ohne Mitwirkung des Senats oder des römischen Volks wurden sie vom Kaiser auf unbestimmte Zeit ernannt und ebenso wieder willkürlich abgesetzt. Obwohl in der Stadt Rom fungierend, waren sie nicht Zivil-, sondern Militärbeamte.
Die Nachtwachen wurden von Augustus wegen der häufigen Brände in der Stadt, die vor allem nachts gefährlich waren, 6 n. Chr. neu organisiert. Vorher hatte es bereits private Feuerwehren in Rom gegeben, so z. B. eine von Marcus Licinius Crassus und die von Marcus Egnatius Rufus eingerichtete. Augustus schuf eine militärisch organisierte Truppe, die aus sieben Kohorten (mit je 1000 Mann) bestand, wobei jeweils eine Kohorte für zwei der insgesamt 14 Stadtviertel (regio) zuständig war. Anfangs wurden diese Einheiten ausschließlich aus Freigelassenen rekrutiert und genossen deshalb gegenüber dem regulären Heer ein geringeres Ansehen. Die Truppe erhielt Unterkünfte in der Stadt und wurde aus der Staatskasse besoldet.
Die vigiles waren über alle Viertel der Stadt verteilt, hielten nachts Wache und sorgten dafür, dass Brände schnell entdeckt und gelöscht wurden. Als Feuerwachen waren sie dazu mit Strickleitern, Feuerhaken und anderem Löschgerät ausgerüstet und darauf geübt, von Mauer zu Mauer zu steigen.
Um Kriminellen, Brandstiftern oder Plünderern schnell das Handwerk legen zu können, waren mit dem Amt des praefectus vigilum auch polizeiliche und richterliche Befugnisse verbunden. War ein Fall von großer Bedeutung, so musste er dem Stadtpräfekten (praefectus urbi) angezeigt werden. Das ursprünglich einfache Amt wurde dadurch schwieriger, da es bald eine zwar untergeordnete, aber ausgedehnte Gerichtsbarkeit über Brandstiftung, Einbruch, Diebstahl, Raub und Diebshehlerei umfasste.

## Bedeutung des Amts
Als Befehlshaber einer bedeutenden, direkt in Rom verfügbaren Truppenmacht wurde der praefectus vigilum schon unter Kaiser Tiberius wichtig, wo dessen Vertrauter Lucius Aelius Seianus, als er die Gunst des Kaisers verloren hatte, durch Beamte dieser Behörde festgenommen wurde. Unter Kaiser Claudius wurde der praefectus vigilum im Jahr 48 hingerichtet, weil er in einen Umsturzversuch verwickelt war.
Das Amt existierte in der späteren Kaiserzeit auch in Konstantinopel.

## Bekanntepraefecti vigilum
- vor 44: Cornelius Laco[9]
- ?–48: Decrius Calpurnianus[10]
- ?–54: Laelianus[11]
- nach 54: Annaeus Serenus.[12]
- ?–62: Gaius Ofonius Tigellinus